# (73058) 2002 FK4
(73058) 2002 FK4 – planetoida z pasa głównego asteroid okrążająca Słońce w ciągu 3,57 lat w średniej odległości 2,33 j.a. Odkryta 20 marca 2002 roku.